# WEVZA Cup (damer)
WEVZA Cup är en volleybolltävling för klubblag från WEVZA:s medlemsförbund. Så länge minst fyra lag från fyra olika länder deltar så kvalificerar sig vinnaren för CEV Challenge Cup. Maximalt åtta lag (ett från varje medlemsförbund) får delta.

## Upplagor
| Säsong               | Säsong    | Podium                | Podium                | Podium             |
| År                   | Spelplats | Guld                  | Silver                | Brons              |
| -------------------- | --------- | --------------------- | --------------------- | ------------------ |
| 2022 mer information | Chieri    | Chieri '76 Volleyball | RC Cannes             | 1. VC Wiesbaden    |
| 2023 mer information | Novara    | AGIL Volley           | Rote Raben Vilsbiburg | Volleyball Academy |
| 2024 mer information | Rom       | Roma Volley Club      | CD Heidelberg         | Béziers Volley     |

## Medaljörer
| Pos. | Lag                   | Guld | Silver | Brons |
| ---- | --------------------- | ---- | ------ | ----- |
| 1    | AGIL Volley           | 1    | -      | -     |
|      | Chieri '76 Volleyball | 1    | -      | -     |
|      | Roma Volley Club      | 1    | -      | -     |
| 4    | CD Heidelberg         | -    | 1      | -     |
|      | RC Cannes             | -    | 1      | -     |
|      | Rote Raben Vilsbiburg | -    | 1      | -     |
| 7    | 1. VC Wiesbaden       | -    | -      | 1     |
|      | Béziers Volley        | -    | -      | 1     |
|      | Volleyball Academy    | -    | -      | 1     |